# Leo White (Geistlicher)
Leo Joseph White OFMCap (* 20. März 1929 in Chatham, Malta; † 31. Juli 2018 in London) war ein maltesischer Ordenspriester und Apostolischer Präfekt von Garissa im Osten Kenias.

## Leben
Leo White trat in die Ordensgemeinschaft der Kapuziner ein, studierte in England und in Rom und empfing am 29. Juli 1956 das Sakrament der Priesterweihe.
Zunächst war Leo White als Lehrer tätig und ging 1963 für fünf Jahre nach Kolumbien. Von 1968 bis 1973 war er Militärkaplan bei der Royal Navy und ging anschließend als Missionar nach Kenia.
Am 9. Dezember 1976 ernannte ihn Papst Paul VI. zum Apostolischen Präfekten der mit gleichem Datum errichteten Präfektur Garissa. Mit der Erhebung der Präfektur zum Bistum trat er Anfang 1984 von seinem Amt zurück. Er wechselte in die Vereinigten Staaten, wo er im Bistum Brooklyn in mehreren Gemeinden in der Pfarrseelsorge tätig war.
Im Jahr 1990 verließ er den Orden und wurde in das Bistum Brooklyn inkardiniert. Er kehrte nach England zurück, wo er von 1995 bis 2000 an der St. George’s Cathedral in London tätig war und sich in der Seelsorge für lateinamerikanische Einwanderer engagierte. 2000 trat er in den Ruhestand und blieb in England, wo er auch starb. Sein Grab befindet sich auf dem Santa Maria Addolorata Cemetery in Paola auf Malta.